# Vladímir Bukovski
Vladímir Konstantínovich Bukovski (en ruso: Влади́мир Константи́нович Буко́вский; Belebéi, URSS, 30 de diciembre de 1942-Cambridge, Cambridgeshire, Reino Unido, 27 de octubre de 2019) fue un disidente soviético, escritor y defensor de los derechos humanos. Fue propuesto como candidato a la presidencia de Rusia para las elecciones de 2008, pero no fue registrado por la Comisión Central Electoral de la Federación de Rusia por no haber residido los últimos diez años en Rusia.
Fue el primero en denunciar el uso de las clínicas psiquiátricаs como instrumento político en la Unión Soviética. En total, estuvo prisionero doce años en las cárceles, Gulag y las prisiones psiquiátricas de la Unión Soviética.
En 2015 fue procesado en el Reino Unido por el cargo, del que culpó falsamente a los servicios de seguridad rusos, de posesión de pornografía infantil de categoría A (actividad sexual con penetración con un niño y/o actividad sexual de un niño con un animal o sadismo con un niño), pero enfermó y murió antes de que terminara el juicio. 

## Infancia
Nació en la ciudad de Belebéi, República Autónoma Socialista Soviética de Baskiria de la URSS (actual República de Bashkortostán en la Federación de Rusia), donde su familia había sido evacuada desde Moscú durante la Segunda Guerra Mundial. En 1959, fue expulsado de su escuela en Moscú por editar una revista no autorizada, considerada un primer ejemplo del samizdat soviético. Tras continuar su educación con excelentes calificaciones en una escuela para obreros, ingresó en la Facultad de Biología de la Universidad de Moscú.

## Activismo y prisión
En mayo de 1963, fue arrestado bajo la acusación de «copiar literatura antisoviética», por su intento de hacer dos copias del libro La nueva clase de Milovan Djilas. Fue liberado en 1965.
El 5 de diciembre de 1965, participó de los planes para una manifestación de apoyo a los escritores Yuli Daniel y Andréi Siniavsky; fue arrestado tres días antes de la manifestación y detenido en varias cárceles psiquiátricas hasta julio de 1966. Estuvo nuevamente encarcelado entre 1967 y 1970.
En 1971, consiguió pasar a Occidente un documento de 150 páginas sobre los abusos cometidos en instituciones psiquiátricas contra los disidentes políticos; fue detenido nuevamente y en 1972 condenado a siete años de prisión y cinco de exilio por calumnias al Estado Soviético. Durante su estancia en el campo de prisioneros de Perm escribió, junto con uno de sus compañeros de prisión, el psiquiatra Semión Gluzman, un Manual de psiquiatría para disidentes, para ayudar a otros disidentes a combatir los abusos de las autoridades.

## Deportación de la Unión Soviética y vida en Occidente
El 18 de diciembre de 1976, a proposición del dictador chileno Augusto Pinochet, se realizó un canje mediante el cual la Unión Soviética liberaba a Bukovski de la cárcel para ser intercambiado en Zúrich (Suiza) por Luis Corvalán, el secretario general del Partido Comunista de Chile, liberado por Pinochet tras permanecer detenido. Enseguida por la URSS corrió la siguiente chastushka creada por el también disidente Vadim Delaunay: «Canjearon un hooligán por Luis Corvalán. ¿Cómo encontrar una p**a para cambiarla por Brézhnev)?» (Обменяли хулигана На Луиса Корвалана. Где б найти такую б***ь, Чтоб на Брежнева сменять?).
Desde entonces, Bukovski vivió en Cambridge (Reino Unido), se doctoró en biología y escribió varios libros y ensayos políticos, criticando no solo al gobierno soviético, sino lo que él considera credulidad y blandura del liberalismo occidental ante sus abusos.

## Regreso a Rusia
Regresó a Rusia en 1991, y llegó a ser considerado por el equipo de Borís Yeltsin como un posible candidato al puesto de vicepresidente, cargo que ocupó finalmente Aleksandr Rutskói.
En 1992 el gobierno de Yeltsin lo invitó a participar como testigo experto en el juicio en el que se debatiría la constitucionalidad de la ilegalización del antiguo Partido Comunista. Como testigo experto, consiguió acceso a numerosos archivos de la época soviética que consiguió escanear y pasar a Occidente. Gran parte de esos documentos fueron publicados en su libro El juicio de Moscú (Judgement in Moscow, 1994).

## Posiciones políticas actuales
Bukovski ha criticado las políticas autoritarias del presidente Putin, así como el uso de la tortura en Guantánamo y Abu Ghraib y las cárceles secretas de la CIA. También ha señalado la existencia de paralelismos entre la formación de la Unión Soviética y la de la Unión Europea.

## Vuelta a la política rusa
En 2004 participó, junto con Gary Kaspárov, Borís Nemtsov, Vladímir Kará-Murzá y otros, en la fundación del Comité 2008, una organización dirigida a agrupar la oposición democrática rusa para asegurar unas elecciones libres y justas a la presidencia en 2008.
El mayo de 2007, aceptó ser propuesto como candidato a Presidente de la Federación Rusa para las elecciones de 2008, pero finalmente no fue registrado como candidato por no cumplir los criterios necesarios, particularmente el de haber residido en Rusia durante los últimos 10 años.

## Fallecimiento
El escritor ruso tras un empeoramiento de su salud en los últimos años, falleció a los setenta y seis años en el Hospital Addenbrookes, en Cambridge (Inglaterra) a consecuencia de un paro cardíaco.

## Publicaciones
- http://www.thegratitudefund.org/buk-publ.html Lista de publicaciones (LIST OF PUBLICATIONS)
- http://www.elaleph.com/libros.cfm?item=9811341&style=libro_usado V.Bukovski. El dolor de libertad. Emecé, Primera Edición (1983)
- https://web.archive.org/web/20071025210442/http://www.libreriaelectronica.com.ar/buscador/detalles.asp?i=9077 V.Bukovski. El dolor de libertad.
- http://www.vehi.net/samizdat/bukovsky.html Владимир Буковский, «И возвращается ветер…» (en ruso)
- «Пособие по психиатрии для инакомыслящих» в Антологии самиздата
- «Советский Архив» at INFO-RUSS.
- Интервью В. Буковского «Новой газете» о копировании архива
- «Убийство гражданина иностранными агентами - это акт агресcии» Интервью В. Буковского о деле Литвиненко ("Русский глобус", Декабрь, 2006 г.)
- Faces of Resistance in the USSR. The Andrei Sakharov Archives and Human Rights Center at Brandeis University.
- An Open Letter to President G.W. Bush by Vladimir Bukovsky and Elena Bonner (2003—03—27)
- Документы, собранные Буковским о Советско–Афганском конфликте, https://web.archive.org/web/20070426153057/http://psi.ece.jhu.edu/%7ekaplan/IRUSS/BUK/GBARC/pdfs/afgh/afgh-rus.html